# Élections européennes de 2009 en Lettonie
Les élections européennes ont eu lieu le samedi 6 juin 2009 en Lettonie pour désigner les huit députés au Parlement européen, pour la législature 2009-2014 : la Lettonie perd provisoirement un siège par rapport au mandat précédent, d'après le traité de Nice, mais avec la ratification du traité de Lisbonne, un député supplémentaire, qui sera un temps observateur, devrait rejoindre le Parlement (en 2010 ?).

## Modalités
Les députés sont élus à la proportionnelle des suffrages exprimés (règle de Sainte-Laguë), avec la possibilité d'un vote préférentiel. Les listes sont composées de 16 candidats au plus, mais peuvent en compter moins, voire un seul.

## Campagne
- 17 listes étaient en lice pour ces élections, avec au total 187 candidats[2].

- La campagne a été marquée par la grave crise économique qui a touché le pays et la demande d'aide au FMI[3], ce qui a d'ailleurs provoqué la chute du gouvernement en mars. La nouvelle coalition de centre-droit menée par l'eurodéputé sortant Valdis Dombrovskis (Nouvelle Ère) a mené une politique de rigueur[4]. Dans ce contexte les élections ont été perçues comme un test pour la majorité[5]. Dans l'ensemble les européennes ont été occultées par les municipales, le débat sur l'efficacité des députés européens sortants faisant toutefois exception[6].

- Face à la majorité se présentaient plusieurs partis : Libertas, mouvement eurosceptique, était représenté par l'ancien premier ministre et eurodéputé sortant Guntars Krasts. La liste conservatrice de l'Union civique était emmenée par l'ancienne commissaire européenne Sandra Kalniete. À gauche, la députée sortante Tatjana Ždanoka était de nouveau tête de liste de Pour les droits de l'homme dans une Lettonie unie, en mettant en avant les droits de la minorité russophone. Le Centre de l'harmonie lui était emmené par Alfred Rubiks, auteur d'un coup d'État en 1991, et inéligible aux élections lettones (mais pas aux européennes)[7].

## Résultats

### Participation
53,1 % des électeurs inscrits se sont déplacés aux urnes, ce qui représente douze points de plus qu'aux élections de 2004, malgré les craintes de désaffection. Il faut tenir compte du fait que ce scrutin était associé aux élections municipales.

### Tableau des résultats
Les résultats définitifs sont les suivants (791 597 votants):
| Parti                                                     | Affiliation européenne | Groupe parlementaire européen | Voix    | %       | Sièges | +/- |
| --------------------------------------------------------- | ---------------------- | ----------------------------- | ------- | ------- | ------ | --- |
| Union civique (PS)                                        |                        | PPE                           | 192 537 | 24,32 % | 2      | +2  |
| Centre de l'harmonie (SC)                                 |                        | GUE/NLG (1) et S&D (1)        | 154 894 | 19,57 % | 2      | +2  |
| Pour les droits de l'homme dans une Lettonie unie (PCTVL) | ALE                    | Verts/ALE                     | 76 436  | 9,66 %  | 1      | =   |
| Premier Parti de Lettonie/Voie lettonne                   | ELDR                   | ADLE                          | 59 326  | 7,49 %  | 1      | =   |
| Pour la patrie et la liberté (TB/LNNK)                    |                        | ECR                           | 58 991  | 7,45 %  | 1      | -3  |
| Nouvelle Ère (JL)                                         | PPE                    | PPE                           | 52 751  | 6,66 %  | 1      | -1  |
| Libertas.lv                                               | Libertas               |                               | 34 073  | 4,30 %  | 0      |     |
| Société pour une autre politique (SCP)                    |                        |                               | 30 444  | 3,85 %  | 0      |     |
| Parti social-démocrate du travail (LSDSP)                 | PSE                    |                               | 30 004  | 3,79 %  | 0      | =   |
| Union des verts et des paysans (ZZS)                      | Verts-ELDR             |                               | 29 463  | 3,72 %  | 0      | =   |
| Tout pour la Lettonie ! (VL)                              |                        |                               | 22 240  | 2,81 %  | 0      |     |
| Parti populaire (TP)                                      | PPE                    |                               | 21 968  | 2,78 %  | 0      | -1  |

Les cinq autres partis ont recueilli moins de 1 % des suffrages exprimés. Il s'agit de Dzimteni (0,56 %), parti populiste de gauche, de l'eurosceptique Parti de l'Action (0,43 %), de l'Union Chrétienne Démocrate (0,30 %), de l'Osipova Partija (0,27 %), et du Latviešu Zemnieku Savienība (0,22 %).

### Observations
Les vainqueurs de ce scrutin sont des partis d'opposition, qui occupent les trois premières places. Le score de l'Union civique en particulier a été plus élevé que ce que les sondages avaient pu anticiper.